# Amaurolimnas concolor
Amaurolimnas concolor е вид птица от семейство Rallidae, единствен представител на род Amaurolimnas.

## Разпространение
Видът е разпространен в Белиз, Боливия, Бразилия, Венецуела, Гватемала, Гвиана, Еквадор, Кайманови острови, Колумбия, Коста Рика, Мексико, Никарагуа, Панама, Перу, Пуерто Рико, Френска Гвиана и Хондурас.